# Mount Tuatara
Mount Tuatara ist ein 1642 m hoher Berg in der antarktischen Ross Dependency. Als nördlicher Ausläufer der Churchill Mountains ragt er rund 11 km westlich des Mount Hamilton an der südlichen Flanke des Byrd-Gletschers auf. 
Teilnehmer einer von 1960 bis 1961 durchgeführten Kampagne im Rahmen der New Zealand Geological Survey Antarctic Expedition benannten ihn nach dem Erscheinungsbild seines Gipfelkamms, der an den stacheligen Rücken einer Brückenechse (englisch Tuatara) erinnert.